# Seudotensor
En física y matemáticas, un seudotensor (también escrito pseudotensor) suele ser una cantidad que se transforma como un tensor bajo un sistema de coordenadas que conserva la orientación (por ejemplo, una rotación propia) pero que además cambia de signo bajo una transformación de coordenadas que invierte la orientación (por ejemplo, una rotación impropia), que es una transformación que se puede expresar como una rotación propia seguida de una reflexión. Es una generalización del concepto de vector axial. Para evaluar un signo tensorial o seudotensorial tiene que ser contraído con unos vectores, tantos como su rango, pertenecientes al espacio donde se realiza la rotación manteniendo inalteradas las coordenadas del tensor (a diferencia de lo que se hace en el caso de un cambio de base). En condiciones de rotación impropia, un seudotensor y un tensor propio del mismo rango tendrán un signo diferente, lo que depende de que el rango sea par o impar. A veces, la inversión de los ejes se utiliza como ejemplo de rotación impropia para ver el comportamiento de un seudotensor, pero solo funciona si las dimensiones del espacio vectorial son impares. En caso contrario, la inversión es una rotación propia sin una reflexión adicional.
Hay un segundo significado para seudotensor (y también para seudovector), restringido a la relatividad general. Los tensores obedecen estrictas leyes de transformación, pero los seudotensores en este sentido no están tan restringidos. En consecuencia, la forma de un seudotensor cambiará, en general, a medida que se altere el sistema de referencia. Una ecuación que contiene seudotensores que se cumple en un sistema de referencia no necesariamente se cumplirá en un sistema diferente. Esto hace que los seudotensores tengan una relevancia limitada, dado que las ecuaciones en las que aparecen no tienen forma invariante.

## Definición
Dos objetos matemáticos bastante diferentes se denominan seudotensor en contextos diferentes.
El primer contexto es esencialmente un tensor multiplicado por un factor de signo adicional, de modo que el seudotensor cambia de signo bajo reflexiones cuando un tensor normal no lo hace. Según una definición, un seudotensor P del tipo {\displaystyle (p,q)} es un objeto geométrico cuyos componentes de forma arbitraria se enumeran mediante índices {\displaystyle (p+q)} y obedecen a la regla de transformación:
{\displaystyle {\hat {P}}_{\,j_{1}\ldots j_{p}}^{i_{1}\ldots i_{q}}=(-1)^{A}A^{i_{1}}{}_{k_{1}}\cdots A^{i_{q}}{}_{k_{q}}B^{l_{1}}{}_{j_{1}}\cdots B^{l_{p}}{}_{j_{p}}P_{l_{1}\ldots l_{p}}^{k_{1}\ldots k_{q}}}
bajo un cambio de base.
Aquí {\displaystyle {\hat {P}}_{\,j_{1}\ldots j_{p}}^{i_{1}\ldots i_{q}},P_{l_{1}\ldots l_{p}}^{k_{1}\ldots k_{q}}} son las componentes del seudotensor en las bases nueva y antigua, respectivamente, {\displaystyle A^{i_{q}}{}_{k_{q}}} es la matriz de transformación para los índices contravariantes, {\displaystyle B^{l_{p}}{}_{j_{p}}} es la matriz de transformación para los índices covariantes y {\displaystyle (-1)^{A}=\mathrm {sign} \left(\det \left(A^{i_{q}}{}_{k_{q}}\right)\right)=\pm {1}.} Esta regla de transformación difiere de la regla de un tensor ordinario solo por la presencia del factor {\displaystyle (-1)^{A}.}
El segundo contexto donde se utiliza la palabra "seudotensor" es en la relatividad general. En esa teoría, no se pueden describir la energía y el momento del campo gravitatorio mediante un tensor de energía-momento. En cambio, se introducen objetos que se comportan como tensores solo con respecto a transformaciones de coordenadas restringidas. Estrictamente hablando, estos objetos no son tensores en absoluto. Un ejemplo famoso de este tipo de seudotensor es el seudotensor de Landau-Lifshitz.

## Ejemplos
En variedades no orientables, no se puede definir una forma de volumen globalmente debido a la no orientabilidad, pero se puede definir un elemento de volumen, que formalmente es una densidad, y también puede denominarse "forma de seudovolumen", debido al giro de signo adicional (tensor con el haz de signos). El elemento de volumen es un seudotensor de densidad según la primera definición.
Un cambio de variable en la integración multidimensional se puede lograr mediante la incorporación de un factor del valor absoluto del determinante de la matriz jacobiana. El uso del valor absoluto introduce un cambio de signo para transformaciones de coordenadas impropias para compensar la convención de mantener positivo el elemento de integración (volumen); como tal, una integración es un ejemplo de seudotensor de densidad según la primera definición.
Los símbolos de Christoffel de una conexión afín en una variedad se pueden considerar como los términos de corrección de las derivadas parciales de una expresión de coordenadas de un campo vectorial con respecto a las coordenadas para convertirlo en la derivada covariante del campo vectorial. Si bien la conexión afín en sí misma no depende de la elección de las coordenadas, sus símbolos de Christoffel sí lo hacen, lo que los convierte en una cantidad seudotensorial según la segunda definición.